# The Singapore Experience (Mertens)
The Singapore Experience is een compositie voor harmonieorkest van de Nederlandse componist Hardy Mertens uit 1991. Het werk is opgedragen aan de toenmalige National Theatre Symphonic Band (NTSB) uit Singapore. Hij schreef het werk na voor een werkstage in 1990 aan Singapore.
Het werk is opgenomen op cd door de Koninklijke Militaire Kapel onder leiding van Pierre Kuijpers.